# Glyptobunus
Glyptobunus is een geslacht van hooiwagens uit de familie Triaenonychidae.
De wetenschappelijke naam Glyptobunus is voor het eerst geldig gepubliceerd door Roewer in 1914. 

## Soorten
Glyptobunus omvat de volgende 2 soorten:
- Glyptobunus ornatus
- Glyptobunus signatus